# Josiane Bost
Josiane Bost (Tournus, 7 april 1956) is een voormalig Frans wielrenster. Haar bijnaam was la Zazie du vélo.
In 1977 werd ze wereldkampioen op de weg in Venezuela. In 1977 en 1978 werd ze nationaal kampioen achtervolging.